# Sylfik krótkoczuby
Sylfik krótkoczuby (Lophornis brachylophus) – gatunek małego ptaka z podrodziny paziaków w rodzinie kolibrowatych (Trochilidae). Endemit Meksyku; obecnie występuje prawdopodobnie tylko na 25-kilometrowym odcinku drogi Atoyac de Álvarez-Paraíso-Puerto del Gallo w górach Sierra Madre Południowa. Jest klasyfikowany jako gatunek krytycznie zagrożony (CR, ang. Critically Endangered).

## Systematyka
Takson ten po raz pierwszy zgodnie z zasadami nazewnictwa binominalnego opisał Robert Thomas Moore w 1949 roku na łamach „Proceedings of the Biological Society of Washington”. Autor nadał ptakowi nazwę Lophornis delattrei brachylopha, uznając go za podgatunek sylfika rdzawoczubego, a jako miejsce typowe podał San Vicente De Benítez w stanie Guerrero w Meksyku. Obecnie takson ten uznawany jest za osobny, monotypowy gatunek.

### Etymologia
- Lophornis: gr. λοφος lophos „czub, grzebień”; ορνις ornis, ορνιθος ornithos „ptak”[11].
- brachylophus: gr. βραχυς brakhus „krótki”, gr. λοφος lophos „gzrebień, pióropusz”[12].

## Morfologia
Sylfik krótkoczuby jest małym ptakiem o długim, prostym i cienkim czarnym dziobie. Tęczówki czarne. Występuje dymorfizm płciowy. Samiec ma czoło i górę głowy rudą, na niej krótki jednolity czub (1,2 cm), którego najdłuższe pióra zakończone są zielonymi plamkami. Górne części ciała ciemnoszmaragdowozielone, na zadzie biały pas. Dolne części zadu i pokrywy nadogonowe fioletowobrązowe. Ogon podwójnie zaokrąglony, środkowe sterówki zielone, pozostałe cynamonowo-szare z czarnymi zakończeniami. Gardło opalizujące szmaragdowozielone, zakończenia ostatnich piór czarniawe, na szyi białawy pasek, na policzkach kępki rudych piór. Pierś, brzuch i boki ciała białawo-szare z zielonkawym odcieniem. Samica nie ma grzebienia ani rudych kępek na policzkach. Czoło i przednia część góry głowy rude, górna część głowy bladozielona, na zadzie białawy lub żółty pas. Gardło matowobiaławe, na szyi biały pas piersiowy, dolne części ciała bladocynamonowe. Ogon zaokrąglony, środkowa para sterówek zielona, pozostałe cynamonowe z czarnymi i bladocynamonowymi zakończeniami. Młode osobniki podobne są do samic, ale gardło mają szare. Długość ciała 7–7,5 cm.

## Zasięg występowania
Sylfik krótkoczuby jest endemitem południowego Meksyku. Zasięg występowania (EOO, Extent of Occurrence) według szacunków organizacji BirdLife International obejmuje tylko 70 km². Obecnie występuje prawdopodobnie tylko na 25-kilometrowym odcinku drogi Atoyac de Álvarez-Paraíso-Puerto del Gallo w górach Sierra Madre Południowa.

## Ekologia i zachowanie
Sylfik krótkoczuby występuje w wilgotnych lasach wiecznie zielonych, lasach sosnowo-dębowych i na plantacjach. Występuje w zakresie wysokości od 900 do 1800 m n.p.m. Niewiele wiadomo o diecie tego gatunku, składa się głównie z nektaru roślin z rodzajów cekropka, orszelina, Conostegia i Inga, skład diety uzupełniają stawonogi. Długość pokolenia jest określana na 4,2 roku.

### Rozmnażanie
Brak informacji. Okres lęgowy najprawdopodobniej od listopada do lutego.

## Status
W Czerwonej księdze gatunków zagrożonych IUCN sylfik krótkoczuby jest klasyfikowany jako gatunek krytycznie zagrożony (CR, ang. Critically Endangered). Liczebność jego populacji szacowana jest na więcej niż 250, a mniej niż 1000 dorosłych osobników. Trend liczebności populacji jest uznawany za spadkowy, głównie z powodu niszczenia ich naturalnego habitatu, wycinania lasów m.in. pod uprawy związane z produkcją narkotyków. Z tego też powodu ocena liczebności i prowadzenie obserwacji tego gatunku jest problematyczne.